# Frankrikes befrielse

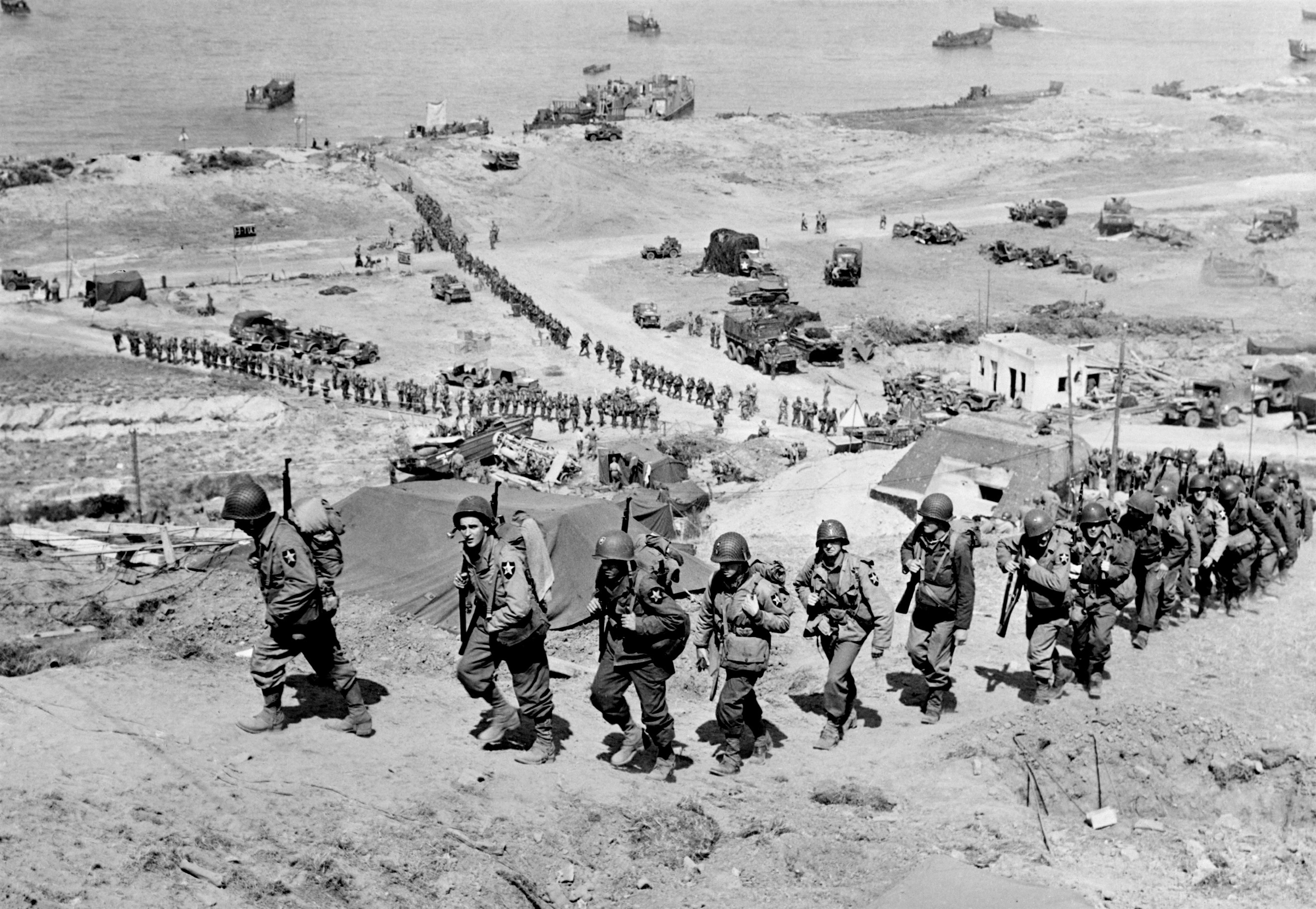
Operation Overlord i juni 1944; amerikanska trupper vid Omaha Beach.

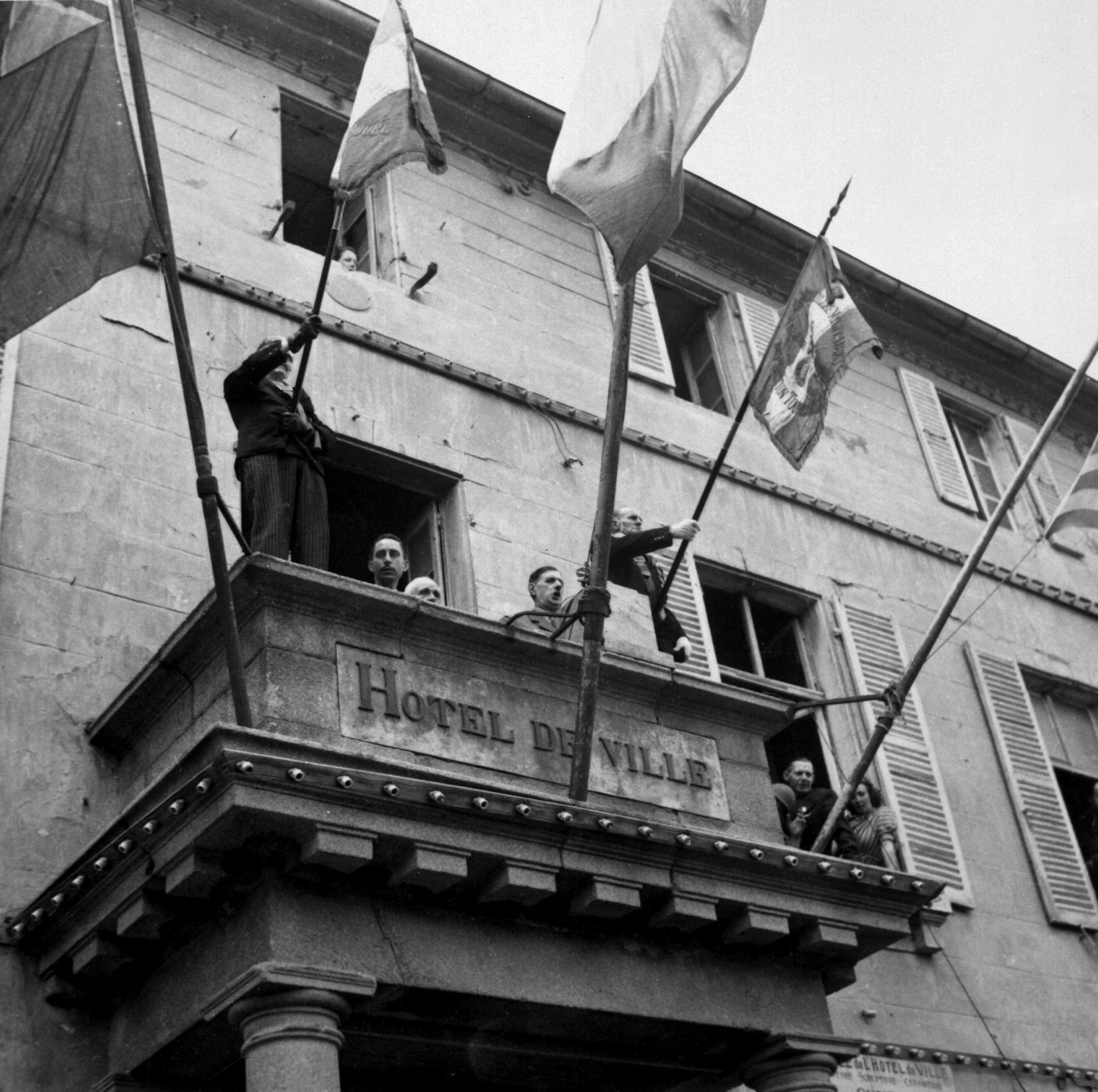
Charles de Gaulle håller tal från en balkong i Cherbourg, 20 augusti 1944.

Frankrikes befrielse pågick på västfronten under andra världskriget mellan 6 juni 1944 till krigsslutet i maj 1945.
Flera av Tysklands ledande militärer hade försäkrat Adolf Hitler att kriget definitivt var förlorat om man inte kunde stoppa den allierade invasionen inom ett dygn. Nu blev så inte fallet men trots det skulle det dröja 11 månader innan Tyskland kapitulerade 7–8 maj 1945.
Operation Overlord, det vill säga invasionen av Frankrike, som skulle öppna en europeisk västfront (se Landstigningen i Normandie) hade gått oväntat enkelt för de allierade med betydligt färre stupade soldater än väntat (ändå dödades tusentals britter, kanadensare och amerikaner), trots det hade man inte lyckats uppfylla de mål som hade satts för den första dagens operationer, till exempel hade man misslyckats med att inta Caen på grund av ett beslutsamt tyskt motanfall. Efter detta körde framryckningen i princip fast och tyskarna bjöd hårt motstånd i den för försvarsstrider gynnsamma normandiska bocagen (en landskapstyp som kännetecknas av små fält omgivna av stengärden och buskar). Staden Cherbourg vid Normandiekusten hade av de allierade utsetts till ett viktigt delmål efter att man upprättat stabila brohuvud då staden hade en stor hamn som skulle utnyttjas för att få in nya trupper och material. Tyskarna försvarade staden envist och kapitulerade först 26 juni. De allierade lyckades ändå föra in mycket stora truppmängder de första veckorna. Redan 12 juni stod 300 000 amerikanska, kanadensiska och brittiska soldater på fransk mark.
Efter att Cherbourg intagits dröjde det ändå innan en större utbrytning skedde. I slutet av juli anföll amerikanerna på bred front under ledning av George S. Patton och britterna under Bernard Montgomery. Hitler hade visserligen överfört soldater från Östfronten i ett desperat försök att stoppa de allierade i väst men man hade ingen chans att stå emot nu. I mitten av augusti hade de framryckande allierade styrkorna nått fram till Orléans vid Loirefloden och bara en vecka senare stod man utanför Paris. Den franska huvudstaden var i allierade händer 24 juli, tyskarna utrymde Paris utan större strider och Charles de Gaulle höll ett triumftåg in i staden. Redan 17 augusti hade Orleans också erövrats. I mitten av augusti hade franska och amerikanska soldater också landstigit i Sydfrankrike. Dessa styrkor ryckte nu norrut. Inom delar av den tyska officerskåren hade också missnöjet med Hitlers krig blivit allt större och 20 juli genomfördes ett misslyckat attentat mot diktatorn.
I början av september var tyskarna så gott som besegrade i väst. 500 000 man hade förlorats och försvaret var till stora delar oorganiserat. Den mycket snabba allierade framryckningen från slutet av juli hade emellertid medfört tilltagande svårigheter med underhållet. Den högsta krigsledningen med överbefälhavaren Dwight D. Eisenhower i spetsen var också oense om hur den fortsatta framryckningen skulle ske. Tyskarna höll också fortfarande några viktiga kanalhamnar, bland annat Antwerpen. Tyskarna under ledning av Walter Model gjorde desperata försök att hejda de västallierades framryckning och efter den misslyckade allierade luftlandsättningen i Arnhem (Operation Market Garden) lyckades tyskarna stabilisera fronten trots att amerikanerna lyckades ta sig över den viktiga belgiska floden Maas.
För amerikaner och britter innebar misslyckandet vid Arnhem ett rejält bakslag. Frankrike var visserligen så gott som intaget vid årets slut men i början av september 1944 var Tysklands totala nederlag inom räckhåll före årets slut, efter misslyckandet vid Arnhem var det uppenbart att kriget skulle fortsätta in i 1945. Tyskarna hade mot alla odds – både i fråga om manskap och materiella resurser överlägsen fiende och svåra nederlag såväl i väst som på Östfronten lyckats hejda amerikanernas och britternas framryckning.
Vid årets slut fanns dock inget hopp för Tyskland att vinna kriget, eller ens få till stånd någon form av fredsavtal. De allierade stod strax utanför tredje rikets gränser såväl i öst som väst och var fast beslutna att Tyskland skulle besegras i grunden. Det sista tyska försöket att stoppa de allierade i väst hade misslyckats (se Ardenneroffensiven). Det var nu bara en tidsfråga innan de allierade skulle inta Berlin.